# Лопбури
Лопбури (тайск. ลพบุรี) — город в Таиланде, центр одноимённой провинции. Город расположен в 150 км к северо-востоку от Бангкока, координаты: 14°49′ с. ш. 100°37′ в. д.. Население 54 тыс. человек.

## История
Город был основан до VII века как поселение монов, его история прослеживается до периода Дваравати, позднее город был известен как Лаво.
Когда Кхмерская империя в X веке заняла город, были уничтожены все здания, и поэтому остались только руины храмов кхмерского периода. Кхмеры посадили в Лопури вице-короля.
В XIII веке король Рамкхамкаенг присоединил Лопбури к королевству Сукхотай.
Город вошёл в тайские королевства, во время правления короля Нарая Великого в королевстве Аютия в середине XVII века Лопбури считался второй столицей, в летнем дворце король Нараи находился восемь месяцев в году.
Храмы и кумирни были индуистскими и посвящались троице Тримурти (Брахма, Вишну, Шива). Позже храмы стали буддийскими.

### Достопримечательности
- Дворец короля Нарая — XVII—XIX веков, площадь комплекса — 7 га.
- Статуя короля Нарая.
- Ват Махатхат — храм, существовавший ещё до кхмеров.
- Пранг Сам Йод («Храм с тремя башнями») — кхмерского времени, XI века, достроен королём Нараем

## Климат
Лопбури лежит в зоне тропического климата саванн. Это разновидность тропического климата, для которой характерна ярко выраженная сезонность: сухая зима и дождливое лето (Aw по классификации климатов Кёппена).
Зима здесь очень теплая и сухая, температура постепенно повышается и в апреле достигает максимума — около 36,8 градусов по Цельсию. Сезон дождей начинается в мае и продолжается до октября, днем температура немного снижается, однако ночи остаются теплыми.

## Город обезьян
Лопбури широко известен как место массового обитания макак-крабоедов. Возможность полюбоваться их играми и покормить привлекала в Лопбури большое число туристов. Ежегодно в ноябре в городе проводится обезьяний фестиваль, включающий раздачу среди животных фруктов и овощей. Паломники-буддисты верят, что кормление животных позволяет накопить им духовные заслуги. Местные жители предлагали обезьянам в основном фаст-фуд. Раздача дешевой еды привела к одновременному росту популяции и распространению среди приматов гипертонии и болезней крови. За 2018—2019 годы число макак в городе удвоилось, возник дефицит жизненного пространства, что спровоцировало борьбу между группами обезьян за территории влияния.
В 2020 году из-за пандемии COVID-19 туристический поток сошел на «нет», карантин заставил местных жителей сидеть по домам, в результате чего обезьяны лишились своего пропитания. Тысячи приматов покинули кхмерские храмы Пранг Сам Йот и Сарн Пра Карн, где их когда-то почитали. Голодные орды заняли центр города, где воровство и грабеж помогают им выживать. Большинство разместилось в нескольких городских кварталах, что подорвало местную экономику. В центре города были вынуждены закрыться десятки организаций, включая музыкальную школу, ювелирный магазин, парикмахерскую, магазин мобильных телефонов и кинотеатр. Заброшенный кинотеатр стал логовом обезьяньего царства. Захват центра агрессивными приматами привел к падению городской активности и опасениям жителей за свою жизнь.
На 2020 год популяция приматов насчитывала 8,4 тысячи особей при населении города около 50 тысяч человек. Местные органы охраны дикой природы пытаются решить проблему путем контроля численности обезьян. Ежемесячно проводится их отлов и стерилизация. Однако проблема усугубляется непрерывной миграцией в город лесных обезьян, которые пополняют популяцию. Кроме того, приматы научились распознавать ловцов обезьян и избегают с ними встреч. В целом власти Лопбури признают, что проблема не может быть решена в короткие сроки.